# Tim Howard
Timothy Matthew Howard (North Brunswick, Nueva Jersey; 6 de marzo de 1979), más conocido como Tim Howard, es un exfutbolista estadounidense. Jugó en la posición de guardameta, siendo considerado uno de los mejores en la historia de su país y de su generación. 
Comenzó su carrera en el club North Jersey Imperials y posteriormente pasó al Nueva York-Nueva Jersey MetroStars, donde logró destacarse, lo que le ayudó a fichar en 2003 por el Manchester United, para sustituir a Fabien Barthez. Con el Manchester United, ganó la FA Community Shield de 2003, la FA Cup de 2003-2004 y la Copa de la Liga de 2005-2006. Sin embargo, luego de que United fichara a Edwin van der Sar, Howard fue enviado en calidad de préstamo al Everton para poder mantenerse activo como titular. Eventualmente, en febrero de 2007, Howard firmó un contrato permanente con el club.
Debutó con la selección nacional de Estados Unidos en 2002 y fue el tercer portero (detrás de Kasey Keller y Marcus Hahnemann) en la Copa del Mundo de 2006. Posteriormente se estableció como la primera opción en el arco y fue titular en todos los partidos de su selección en las Copas Mundiales de 2010 y 2014, alcanzando llegar a los octavos de final en ambas ocasiones.

## Juventud e inicios
Nació en North Brunswick, Nueva Jersey. Sus padres se divorciaron cuando él era pequeño y luego de esto Howard se mudó con su madre. Pese al divorcio, su padre nunca se distanció de Howard. Él estaba determinado en hacer que Tim y su hermano Chris practiquen algún deporte. Antes de que pudieran caminar, les compró equipamiento para varios deportes para ver cuál de ellos preferían. Tim se interesó por el fútbol y el baloncesto.
Fue diagnosticado con síndrome de Tourette cuando estaba en el sexto grado. Aproximadamente en esa misma época, Tim Mulqueen, quien fue asistente del entrenador de la selección sub-17 de fútbol de los Estados Unidos, vio su potencial durante un entrenamiento al que había asistido y lo tomó bajo su tutela.
En la escuela secundaria, Howard destacó no solo en fútbol, sino también en baloncesto, ayudando a su equipo a alcanzar las finales estatales en su último año. Inicialmente Howard jugó al fútbol como mediocampista, pero rápidamente cambió de posición hacia el arco y dado su buen rendimiento y habilidad fue llamado a la selección nacional sub-15. En 1997, Tim Mulqueen, entrenador de porteros del New York/New Jersey MetroStars, quien había descubierto su talento anteriormente, se convirtió en técnico de los North Jersey Imperials. Mulqueen hizo gestiones para incorporar a Howard al equipo y para mayo del año siguiente a su graduación, debutó como profesional con los Imperials.

## Trayectoria

### MetroStars
Luego de jugar tan solo 6 partidos con los North Jersey Imperials, Tim Mulqueen, quien en ese momento era el entrenador de porteros del New York/New Jersey MetroStars, llevó a Howard de los Imperials al MetroStars.
Salió victorioso en su debut en la MLS con los MetroStars el 18 de agosto de 1998, salvando cinco disparos en la victoria 4-1 sobre Colorado en el Giants Stadium (esa sería su única presentación con los MetroStars ese año). Luego jugó un partido con el equipo del Proyecto Nike 40, venciendo a los Vipers de Staten Island en el Giants Stadium el 6 de mayo de 1998.
En la temporada 1999 de la MLS fue titular en ocho de los nueve partidos que jugó. Howard tan solo pudo ganar un partido, en una temporada en la que el MetroStars obtuvo sólo siete victorias en total. Además pasó gran parte de la temporada con la selección sub-20 de los Estados Unidos, dejando a su club para poder competir en abril en el Mundial Juvenil de la FIFA de 1999 en Nigeria y los Juegos Panamericanos en Winnipeg en julio.
En 2000 el récord de victorias de Howard combinado con el MetroStars y el equipo olímpico de los Estados Unidos mejoró a 5-2-2. También ganó los tres partidos que jugó en la U.S. Open Cup esa temporada.
En 2001 se convirtió en el jugador más joven en la historia de la MLS en ganar el premio al Portero del Año, registrando cuatro vallas limpias y liderando la liga con 146 atajadas. Howard jugó todos los minutos de todos los partidos del MetroStars. También recibió el premio al Humanitario del Año de la MLS.
En la temporada 2002 jugó 27 de los 28 partidos de temporada regular del MetroStars.
Antes de dejar el MetroStars en 2003, jugó trece partidos al comienzo de la temporada, momento en el cual el equipo estaba luchando por el primer lugar de la tabla.

### Manchester United
Manchester United pagó la suma de 4 millones de dólares por el traspaso de Howard a mediados de la temporada 2003 de la MLS e inmediatamente reemplazó a Fabien Barthez como el guardameta titular del club.  Howard empezó muy bien en el Manchester United, atajando el penal decisivo en el FA Community Shield contra el Arsenal. Otras actuaciones notables incluyeron una victoria sobre el Bolton Wanderers y la victoria del partido en casa contra el Manchester City por la FA Cup. Sin embargo, en marzo de 2004, una mala atajada de Howard propició un gol en el último minuto del partido contra el Porto, eliminando así al United de la Liga de Campeones de la UEFA. Este error pareció haber destruido la confianza de Howard y fue reemplazado por Roy Carroll para los siguientes partidos. Luego de un período de descanso, Howard recuperó su puesto para la final de la FA Cup, llevándose consigo la victoria. Howard también fue incluido entre los once mejores jugadores de la temporada ese mismo año.
Comenzó en mala forma su segunda temporada con el Manchester United, cometiendo varios errores y eventualmente siendo sustituido en el equipo titular por Carroll. Luego de que Carroll también cometiera varios errores, Howard recuperó su posición pero sus actuaciones no convencieron, llevando a Carroll a retomar su lugar una vez más. Carroll jugó en la final de la FA Cup, donde el United cayó ante el Arsenal.
Al final de la temporada 2004-2005, Howard firmó un nuevo contrato que se suponía lo mantendría en Mánchester hasta el 2009. En el verano de 2005, Manchester dejó ir a sus competidores por el puesto de portero - Ricardo López Felipe y Carroll. Sin embargo, también fichó al veterano golero holandés, Edwin Van der Sar. Howard, quien no es caracterizado por tener comentarios muy vocales, expresó su enojo en una entrevista indicando que no hubiese firmado la extensión de su contrato de haber sabido que Van der Sar se uniría al club (Van der Sar reemplazó a Howard como el guardameta titular ni bien se unió al club). Indicó que sentía que había hecho lo suficiente para continuar siendo el portero titular del equipo.

### Everton

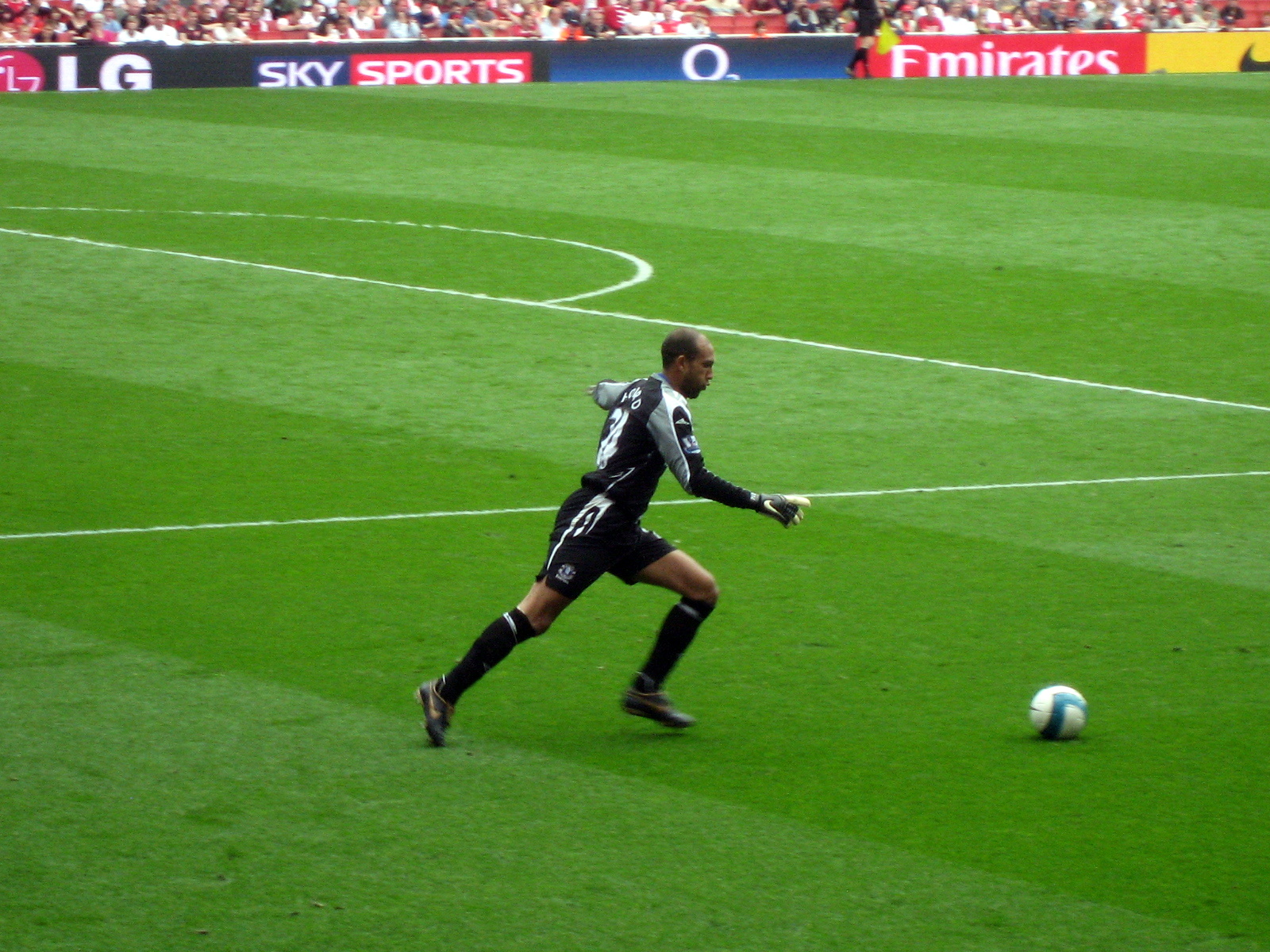
Howard jugando para el Everton.

En mayo de 2006, Manchester United y Everton llegaron a un acuerdo por medio del cual Howard se uniría al club de Merseyside en calidad de préstamo por la temporada 2006-2007. Everton buscó a Howard como un reemplazo para su recientemente retirado portero Nigel Martyn, de la misma manera que había hecho el Manchester United cuando buscaron un sucesor para Peter Schmeichel (luego de varios reemplazos fallidos). Howard debutó con Everton jugando contra Watford en el partido inaugural de la temporada. Desde su debut, Howard se ha establecido como el portero titular del Everton.
El 14 de febrero de 2007, Everton anunció que Howard había firmado un contrato que lo vinculaba con el club hasta la temporada 2012-2013. El monto pagado por Everton se rumorea fue de 3 millones de libras, pero el dato exacto aún no ha sido dado a conocer por el Everton.
El 28 de abril de 2007, Everton jugó contra Manchester United en Goodison Park. Howard no jugó, y hubo especulaciones de que esto se debió a una cláusula en su contrato de préstamo que indicaba que no podía participar en partidos en contra del Manchester United. Sin embargo, como un contrato permanente ya había sido firmado por ambos clubes, una cláusula como esa no podía ser permitida. Esto fue investigado por la FA y según algunos periódicos, tanto Everton como Manchester pudieron haber sido multados por esto, e incluso haber sido sujetos a una deducción de puntos. Por otro lado, el periódico The Sun indicó que era más probable que este asunto termine en un ajuste a las reglas de los traspasos en calidad de préstamo. La F.A. finalmente indicó que ninguno de los clubes habían violado ninguna regla en relación con el traspaso de Howard y que ambos clubes confirmaron que Everton tenía toda libertad de poner a Howard en la cancha si es que así lo hubiesen deseado. Jugó su partido número 100 con Everton contra el Westham United el 8 de noviembre de 2008. El 19 de abril de 2009, en la semifinal de la FA Cup, atajó dos penales a su antiguo club, el Manchester United, en la definición por penales que envió al Everton a la final contra el Chelsea F.C. Durante la temporada 2008-2009, Howard batió el récord del club con la mayor cantidad de vallas imbatidas en una temporada. Howard inició la temporada 2009-2010 en buena forma con cuatro partidos imbatido, incluyendo una victoria 1-0 como visitante contra Portsmouth, donde tuvo una admirable presentación haciéndole merecedor del premio al jugador del partido. Howard fue capitán del equipo por primera vez en un empate 3-3 con Chelsea en Stamford Bridge el 12 de diciembre de 2009.
Durante la temporada 2011-12, anotó su primer gol en el fútbol profesional contra el Bolton Wanderers, en un despeje desde su portería y con la ayuda del viento, en la derrota por 2-1 en Goodison Park. Es el cuarto portero en la historia de la Premier League en marcar un gol; antes ya lo hicieron: Peter Schmeichel, Brad Friedel y Paul Robinson. En marzo de ese mismo año Howard firmó una extensión de contrato con el club, la cual lo mantedría en el club de Liverpool hasta el año 2016. El 17 de abril de 2014, Howard volvió a extender su contrato con el Everton, esta vez hasta 2018. Poco después aseguró que terminaría su carrera con el Everton, terminando así especulaciones de que podía terminar de jugar en la MLS una vez concluido su contrato con el club inglés.
Volvió a disputar una competición europea después de cinco años el 18 de septiembre de 2014, siendo titular en la victoria 4-1 sobre el Wolfsburgo por la primera ronda de la Europa League. En ese partido también igualó el récord de atajadas en un partido en la Europa League con 12. El 7 de noviembre de 2014, Howard consiguió su 150ª valla invicta en su carrera en la carrera europea en la victoria 3-0 sobre el Lille OSC por la Europa League.

### Colorado Rapids
El 20 de marzo de 2016 se anunció que Howard regresaría a la MLS, firmando un contrato por 3½ con los Colorado Rapids. El portero se unió a su nuevo club cuando la temporada de pases de la MLS se reabrió el 4 de julio de ese mismo año. e hizo su debut en el fin de semana del 4 de julio en el empate 0-0 frente al Portland Timbers.
El 22 de enero de 2019, Howard anunció que la temporada 2019 de la Major League Soccer sería su última temporada como jugador profesional. Se retiró en octubre de 2019.

### Memphis 901
El 4 de marzo de 2020, Howard regresó al fútbol profesional, y fichó como jugador en el Memphis 901 FC de la USL Championship.

## Selección nacional

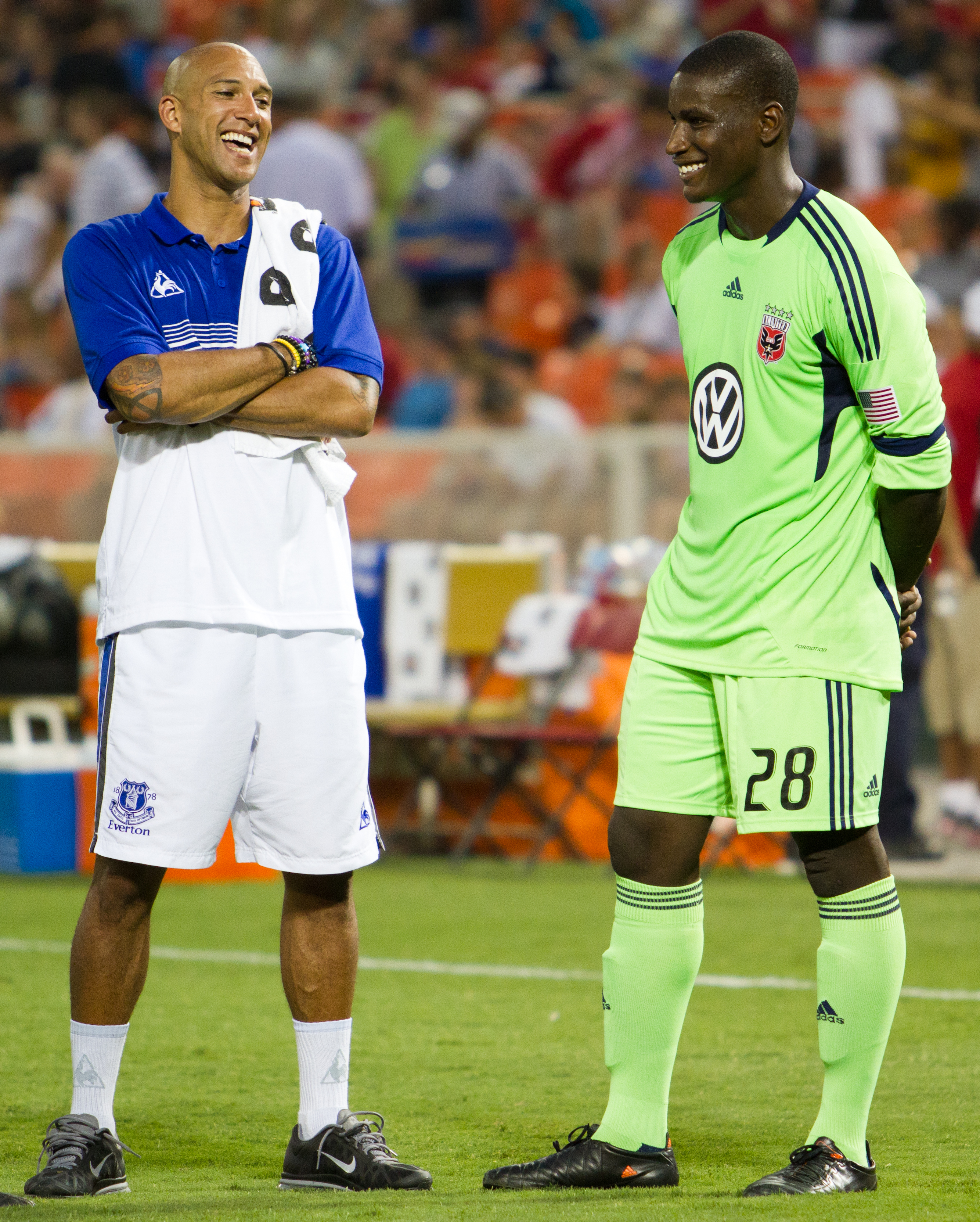
Howard conversando con el guardameta del D.C. United Bill Hamid antes de un partido amistoso con la selección nacional el 23 de julio de 2010 en el RFK Stadium.

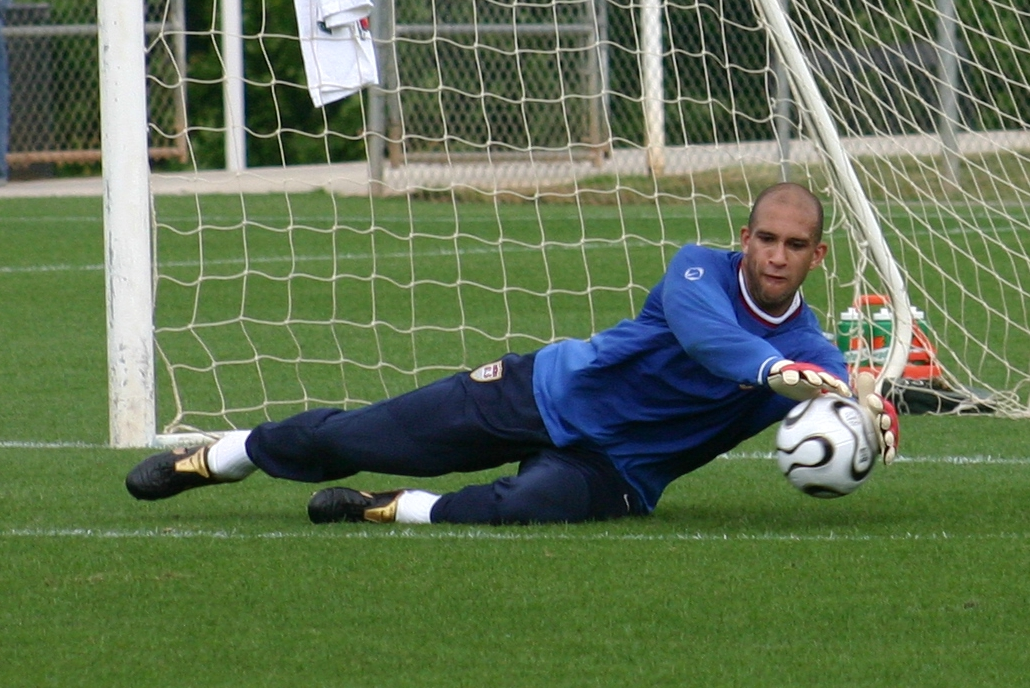
Howard entrenando con la selección nacional de en mayo de 2006.

Howard comenzó jugando para la selección de Estados Unidos en el Campeonato Mundial Juvenil en Nigeria en el año 1999, y fue el suplente de Brad Friedel en las Olimpiadas del año 2000. El 10 de marzo de 2002 debutó con la selección mayor en un amistoso contra Ecuador. El 2 de mayo de 2006, Howard fue uno de los tres porteros convocados por Estados Unidos para la Copa Mundial de 2006, pero no jugó ningún partido ya que fue como el respaldo de Kasey Keller. Howard se convirtió en el portero titular de la selección estadounidense bajo el mando del técnico Bob Bradley en la Copa de Oro de la CONCACAF en el 2007. Fue titular en la final contra México, ganando el partido 2-1.
Fue el portero titular durante la Copa Confederaciones de 2009, incluyendo el partido semifinal en el cual Estados Unidos sorprendió derrotando a España, en ese entonces el equipo número uno del mundo. Las ocho atajadas de Howard significaron el segundo partido consecutivo con la valla imbatida de los Estados Unidos en el torneo y la primera derrota de España sin anotar un gol desde el 2007. Luego de que Estados Unidos terminara en segundo lugar en el campeonato, Howard fue galardonado con el guante de oro como mejor portero.
También fue el portero titular en la Copa del Mundo 2010, en Sudáfrica, y fue seleccionado como el jugador del partido gracias a su actuación contra Inglaterra en su debut en copas del mundo. En el partido final de la fase de grupos, el pase de Howard a Landon Donovan inició la jugada del gol ganador contra Argelia, dándole así a los Estados Unidos el pase a la segunda ronda. Recibió dos goles en el partido de octavos de final que perdieron contra Ghana.

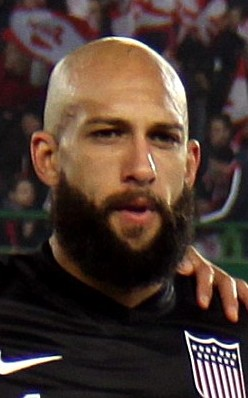
Howard con la selección estadounidense en 2013.

Luego de la final de la Copa de Oro en el 2011, Howard hizo unos comentarios controversiales sobre la ceremonia de entrega de premios. La presentación del trofeo fue realizada enteramente en español, a pesar de que el torneo se estaba realizando en los Estados Unidos. Howard dijo que era una "desgracia" y añadió que si la final se hubiese jugado en la Ciudad de México y Estados Unidos hubiese ganado, la ceremonia no se hubiese hecho en inglés. Continuó con una crítica a la CONCACAF, por lo que fue criticado duramente luego de sus declaraciones.
Con la llegada de Jürgen Klinsmann como entrenador de los Estados Unidos, Howard mantuvo su puesto como titular, y salvo en casos excepcionales por lesión, el portero estadounidense fue convocado para todos los partidos del ciclo de eliminatorias a la Copa Mundial de Fútbol de 2014. El entrenador alemán ha reiterado en varias ocasiones que Howard es uno de los mejores porteros del mundo en la actualidad.
El 12 de mayo de 2014, Klinsmann incluyó a Howard en la lista provisional de 30 jugadores que representarán a Estados Unidos en la Copa Mundial de Fútbol de 2014. Diez días después, el 22 de mayo, fue ratificado en la lista final de 23 jugadores que viajarán a Brasil. Howard jugó su partido número 100 con la selección estadounidense el 7 de mayo en un amistoso frente a Nigeria, el último amistoso en tierra local antes de disputar la Copa Mundial. Ya en el torneo, Howard jugó los cuatro partidos de su selección, rompiendo el récord de mayor cantidad de tiros atajados en un partido de la Copa del Mundo con 16 en la derrota ante Bélgica 1-2 en los octavos de final.
El 21 de agosto de 2014, aproximadamente un mes después de concluida la Copa del Mundo, Howard anunció que tomaría un descanso de la selección nacional por un año. Pese a esto, Howard fue uno de los seis nominados al premio al Futbolista del Año en Estados Unidos en noviembre de 2014. Días después, el 21 de noviembre, fue confirmado por la Federación de Fútbol de Estados Unidos como el ganador del galardón.
En junio de 2015 indicó que nuevamente estaría disponible para representar a su país a partir del mes de septiembre de ese mismo año. Volvió a vestir la camiseta de su selección el 13 de octubre de 2015 en la derrota 0-1 en un partido amistoso frente a Costa Rica.
En junio de 2016, Howard volvió a ser incluido en una nómina estadounidense con miras a un torneo importante, en esta ocasión la Copa América Centenario de 2016. En el torneo jugó solo un partido, entrando como titular en el partido por el tercer puesto frente a Colombia.

### Participaciones en Copas del Mundo
| Mundial                               | Sede      | Resultado        |
| ------------------------------------- | --------- | ---------------- |
| Copa Mundial de Fútbol Sub-20 de 1999 | Nigeria   | Octavos de final |
| Copa Mundial de Fútbol de 2006        | Alemania  | Fase de grupos   |
| Copa Mundial de Fútbol de 2010        | Sudáfrica | Octavos de final |
| Copa Mundial de Fútbol de 2014        | Brasil    | Octavos de final |

### Participaciones en Copas de Oro de la Concacaf
| Copa                            | Sede                  | Resultado    |
| ------------------------------- | --------------------- | ------------ |
| Copa de Oro de la Concacaf 2007 | Estados Unidos        | Campeón      |
| Copa de Oro de la Concacaf 2009 | Estados Unidos        | Subcampeón   |
| Copa de Oro de la Concacaf 2011 | Estados Unidos        | Subcampeón   |
| Copa de Oro de la Concacaf 2013 | Estados Unidos        | Campeón      |
| Copa de Oro de la Concacaf 2015 | Estados Unidos Canadá | Cuarto lugar |
| Copa de Oro de la Concacaf 2017 | Estados Unidos        | Campeón      |

### Participaciones en la Copa América
| Copa                    | Sede           | Resultado    |
| ----------------------- | -------------- | ------------ |
| Copa América Centenario | Estados Unidos | Cuarto lugar |

### Participaciones en Copa Confederaciones
| Copa Confederaciones      | Sede      | Resultado      |
| ------------------------- | --------- | -------------- |
| Copa Confederaciones 2003 | Francia   | Fase de grupos |
| Copa Confederaciones 2009 | Sudáfrica | Subcampeón     |

### Participaciones en Juegos Olímpicos
| Olimpiadas               | Sede   | Resultado    |
| ------------------------ | ------ | ------------ |
| Juegos Olímpicos de 2000 | Sídney | Cuarto lugar |

## Vida personal
Tim Howard estuvo casado con Laura Cianciola Howard, con quien tiene dos hijos. Se divorciaron en 2010. Posee doble nacionalidad estadounidense y húngara. 
Howard es cristiano, y ha hablado sobre su fe diciendo: "Lo más importante en mi vida es Cristo. Él es más importante para mí que ganar o perder, o si estoy jugando o no. Todo lo demás es sólo un bono". Esto lo dijo en una entrevista realizada por Campus Crusade for Christ. Fue nombrado MLS Humanitary en 2001 por su trabajo con los niños con el síndrome de Tourette. También está involucrado con Atletas en Acción, un brazo del ministerio de la Campus Crusade for Christ. Howard fue diagnosticado con el síndrome de Tourette cuando estaba en la escuela primaria. Él mismo habló sobre ello diciendo: "Vivir con el síndrome de Tourette no es fácil, pero Dios me ha bendecido con el don del deporte. Ha hecho cosas poderosas en mi vida a través de la combinación de estos dos regalos. Él también me ha mostrado formas de utilizar mi posición como un atleta profesional para animar a otras personas con el síndrome de Tourette. Hoy, tengo la bendición de estar viviendo un sueño. Y, sin embargo, si todo desapareciera mañana, sé que todavía tendría paz. Seguro que suena como si estuviera loco para la mayoría de la gente, pero esa es la clase de paz que Cristo da. Tiene sus raíces en su amor, y sobrepasa todo entendimiento."
En julio de 2014, Howard mostró su brazo y torso con tatuajes para "Ink, Not Mink" de PETA, una campaña anti-piel.

### Autobiografía
En agosto de 2014, anunció que a finales de ese año publicaría un libro autobiográfico. Días antes de su lanzamiento, ESPN publicó partes de su libro que causaron controversia, en particular un pasaje en el que indicaba que Brad Friedel, exportero de la selección estadounidense y jugador de la Premier League, había intentado activamente bloquear la obtención del permiso de trabajo para el Reino Unido de Howard para que se pudiera unir al Manchester United. Friedel negó categórigamente que esto haya sucedido y demandó una disculpa por parte de Howard. La Professional Footballers Association de Inglaterra corroboró la historia de Friedel en un comunicado, indicando que él nunca intentó bloquear la aplicación de Howard a su permiso de trabajo. Días después, Howard se retractó sobre lo dicho acerca de Friedel y aseguró que dichas declaraciones serían retiradas de subsiguientes ediciones del libro.

## Estadísticas
Actualizado el 7 de mayo de 2019.
| Club | Div           | Temporada     | Liga (1) | Liga (1) | Liga (1) | Copas nacionales(2) | Copas nacionales(2) | Copas nacionales(2) | Torneos internacionales(3) | Torneos internacionales(3) | Torneos internacionales(3) | Total | Total | Total |
| Club | Div           | Temporada     | Part.    | GC       | VI       | Part.               | GC                  | VI                  | Part.                      | GC                         | VI                         | Part. | GC    | VI    |
| --- | ------------- | ------------- | -------- | -------- | -------- | ------------------- | ------------------- | ------------------- | -------------------------- | -------------------------- | -------------------------- | ----- | ----- | ----- |
| New York/New Jersey MetroStars Estados Unidos |               |               |          |          |          |                     |                     |                     |                            |                            |                            |       |       |       |
| 1.ª | 1998          | 1             | 1        | 0        | 0        | 0                   | 0                   | -                   | -                          | -                          | 1                          | 1     | 0     |       |
| 1.ª | 1999          | 9             | 13       | 0        | 0        | 0                   | 0                   | -                   | -                          | -                          | 9                          | 13    | 0     |       |
| 1.ª | 2000          | 9             | 14       | 4        | 0        | 0                   | 0                   | -                   | -                          | -                          | 9                          | 14    | 4     |       |
| 1.ª | 2001          | 29            | 41       | 4        | 0        | 0                   | 0                   | -                   | -                          | -                          | 29                         | 41    | 4     |       |
| 1.ª | 2002          | 27            | 44       | 4        | 0        | 0                   | 0                   | -                   | -                          | -                          | 27                         | 44    | 4     |       |
| 1.ª | 2003          | 13            | 18       | 3        | 0        | 0                   | 0                   | -                   | -                          | -                          | 36                         | 18    | 3     |       |
| Total club | Total club    | 88            | 131      | 15       | 0        | 0                   | 0                   | -                   | -                          | -                          | 88                         | 131   | 15    |       |
| Manchester United Inglaterra | 1.ª           | 2004/05       | 12       | 10       | 4        | 4                   | 6                   | 1                   | 5                          | 7                          | 1                          | 21    | 23    | 6     |
| Manchester United Inglaterra | 1.ª           | 2005/06       | 1        | 1        | 0        | 3                   | 1                   | 2                   | 0                          | 0                          | 0                          | 4     | 0     | 2     |
| Manchester United Inglaterra | Total club    | Total club    | 13       | 11       | 4        | 7                   | 7                   | 3                   | 5                          | 7                          | 1                          | 25    | 23    | 8     |
| Everton Inglaterra |               |               |          |          |          |                     |                     |                     |                            |                            |                            |       |       |       |
| 1.ª | 2006/07       | 36            | 29       | 14       | 2        | 5                   | 0                   | -                   | -                          | -                          | 38                         | 34    | 14    |       |
| 1.ª | 2007/08       | 36            | 30       | 14       | 3        | 4                   | 0                   | 8                   | 10                         | 3                          | 47                         | 44    | 3     |       |
| 1.ª | 2008/09       | 38            | 37       | 17       | 8        | 8                   | 2                   | 2                   | 4                          | 0                          | 48                         | 58    | 20    |       |
| 1.ª | 2009/10       | 38            | 49       | 11       | 4        | 5                   | 2                   | 9                   | 13                         | 3                          | 51                         | 53    | 14    |       |
| 1.ª | 2010/11       | 38            | 45       | 9        | 4        | 6                   | 0                   | -                   | -                          | -                          | 42                         | 51    | 9     |       |
| 1.ª | 2011/12(4)    | 38            | 40       | 12       | 6        | 4                   | 3                   | -                   | -                          | -                          | 44                         | 44    | 15    |       |
| 1.ª | 2012/13(5)    | 36            | 39       | 10       | 4        | 5                   | 0                   | -                   | -                          | -                          | 40                         | 44    | 10    |       |
| 1.ª | 2013/14       | 37            | 37       | 16       | 0        | 0                   | 0                   | -                   | -                          | -                          | 37                         | 37    | 16    |       |
| 1.ª | 2014/15       | 32            | 44       | 7        | 1        | 3                   | 0                   | 9                   | 10                         | 3                          | 42                         | 57    | 10    |       |
| 1.ª | 2015/16       | 25            | 35       | 7        | 0        | 0                   | 0                   | -                   | -                          | -                          | 25                         | 35    | 7     |       |
| Total club | Total club    | 354           | 385      | 117      | 32       | 40                  | 7                   | 28                  | 37                         | 9                          | 414                        | 457   | 118   |       |
| Colorado Rapids Estados Unidos |               |               |          |          |          |                     |                     |                     |                            |                            |                            |       |       |       |
| 1.ª | 2016          | 17            | 19       | 7        | 2        | 1                   | 1                   | -                   | -                          | -                          | 19                         | 21    | 8     |       |
| 1.ª | 2017          | 25            | 39       | 5        | 0        | 0                   | 0                   | -                   | -                          | -                          | 25                         | 39    | 5     |       |
| 1.ª | 2018          | 34            | 58       | 7        | 0        | 0                   | 0                   | 1                   | 2                          | 0                          | 35                         | 60    | 7     |       |
| 1.ª | 2019          | 17            | 37       | 3        | 0        | 0                   | 0                   | -                   | -                          | -                          | 17                         | 37    | 3     |       |
| Total club | Total club    | 93            | 153      | 22       | 2        | 1                   | 1                   | 1                   | 2                          | 0                          | 96                         | 157   | 23    |       |
| Memphis 901 FC | 2a            | 2020          | 6        | 12       | 1        | 0                   | 0                   | 0                   | 0                          | 0                          | 0                          | 6     | 12    | 1     |
| Total carrera | Total carrera | Total carrera | 554      | 665      | 159      | 41                  | 48                  | 11                  | 34                         | 46                         | 10                         | 629   | 759   | 180   |
| (1)Incluye datos de la Postemporada de la MLS (2001) (2)Incluye datos de la Football League Cup (2004/05, 2005/06, 2006/07, 2007/08, 2008/09, 2011/12, 2014/15); FA Cup (2004/05, 2005/06, 2006/07, 2008/09, 2010/11, 2012/13); Community Shield (2010/11) (3)Incluye datos de la Liga de Campeones de la UEFA (2004/05); UEFA Europa League (2007/08, 2008/09, 2009/10, 2014/15) (4)Howard anotó un gol en la temporada 2011/12 de la Premier League (5)Howard anotó un autogol en la temporada 2012/13 y otro en la temporada 2013/14 de la Premier League |               |               |          |          |          |                     |                     |                     |                            |                            |                            |       |       |       |

## Palmarés

### Títulos nacionales
| Título              | Club              | País       | Año     |
| ------------------- | ----------------- | ---------- | ------- |
| FA Community Shield | Manchester United | Inglaterra | 2003    |
| FA Cup              | Manchester United | Inglaterra | 2003-04 |
| Copa de la Liga     | Manchester United | Inglaterra | 2005-06 |

### Títulos internacionales
| Título   | Equipo                      | Sede           | Año  |
| -------- | --------------------------- | -------------- | ---- |
| Copa Oro | Selección de Estados Unidos | Estados Unidos | 2007 |
| Copa Oro | Selección de Estados Unidos | Estados Unidos | 2013 |
| Copa Oro | Selección de Estados Unidos | Estados Unidos | 2017 |

### Distinciones individuales
| Distinción                                     | Año  |
| ---------------------------------------------- | ---- |
| Guardameta del Año de la MLS                   | 2001 |
| Guante de Oro de la Copa FIFA Confederaciones  | 2009 |
| Equipo estelar de la Copa FIFA Confederaciones | 2009 |
| Futbolista del Año en Estados Unidos           | 2014 |